# Буцелево
Буцалево (на сръбски: Буцаљево или Bucaljevo) е село в Община Босилеград, Западните покрайнини, Сърбия.

## Етнически състав
- 86,36% българи
- 9,09% югославяни

## Личности
Родени в Буцелево
- Илия Иванов (1902 – 1977), български географ